# Nelson Dewey
Nelson Dewey, född 19 december 1813 i Lebanon, Connecticut, död 21 juli 1889 i Cassville, Wisconsin, var en amerikansk demokratisk politiker. Han var den första guvernören i delstaten Wisconsin 1848-1852.
Dewey studerade juridik och inledde 1838 sin karriär som advokat i Wisconsinterritoriet. Demokraterna i Wisconsin nominerade Dewey som kompromisskandidat i delstatens första guvernörsval. Han besegrade whigpartiets John Hubbard Tweedy och oberoende kandidaten Charles Durkee i guvernörsvalet. John Edwin Holmes valdes till Deweys viceguvernör. Dewey omvaldes 1849. Han var mindre populär under sin andra mandatperiod som guvernör. Demokraterna i Wisconsin var splittrade och Dewey bestämde sig för att kandidera till en tredje mandatperiod. Han var ledamot av delstatens senat 1853-1857.